# Shazam! Fury of the Gods
Shazam! Fury of the Gods is een Amerikaanse superheldenfilm uit 2023, geregisseerd door David F. Sandberg en geschreven door Henry Gayden en Chris Morgan. De film is gebaseerd op de gelijknamige superheld van DC Comics en is het vervolg op Shazam! (2019) en de twaalfde film in het DC Extended Universe (DCEU).

## Verhaal
In Athene breken twee dochters van Atlas, Hespera en Kalypso in bij het Akropolismuseum om de gebroken staf van de tovenaar te stelen. Het duo brengt het vervolgens naar de gevangen tovenaar, die hem dwingt om de staf te repareren en de staf zijn krachten te reactiveren.
In Philadelphia redden Billy Batson en zijn stiefbroers en -zussen mensen op de instortende Benjamin Franklin Bridge, maar krijgen de schuld van de ramp. Thuis groeien ze allemaal uit elkaar naarmate ze ouder worden en hebben ze verschillende interesses. Billy maakt zich zorgen dat hij uit de familie wordt gezet nadat hij 18 is geworden en uit het adoptieprogramma komt. In een droom wordt Billy door de tovenaar gewaarschuwd voor de dochters van Atlas. Billy en de Shazam doen onderzoeken naar de zussen.
Freddy, die op school wordt gepest, ontmoet een meisje genaamd Anne, aan wie hij pronkt met zijn superheld-zelf. Hespera en Kalypso arriveren met het personeel en stelen Freddy's krachten. Anne blijkt Anthea, de jongste dochter van Atlas te zijn. Terwijl Billy en zijn broers en zussen Freddy gaan redden, ontvoeren de zussen hem en stoppen ze de stad in een koepel, waardoor de familie erin vast komt te zitten. Freddy zit samen met de tovenaar gevangen in het koninkrijk van de broers. De zussen onthullen dat ze wraak willen omdat de tovenaar hun vader heeft vermoord.
De familie gaat naar de Rots der Eeuwigheid. Ze komen een magische pen tegen genaamd Steve, die ze willen gebruiken om een brief naar Hespera te sturen om een deal te sluiten voor Eddie en de staf. Billy ontmoet Hespera bij een hamburgertent, waar ze toegeeft dat haar vader een tiran was en alle krachten van de goden heeft gestolen. De familie bestrijdt haar met Kalypso die Pedro's krachten met de staf overneemt. Hespera wordt verslagen en naar hun hoofdkwartier gebracht. Terwijl ze een plan proberen te bedenken, ontsnapt Hespera en vindt ze de gouden appel, het zaad des levens. In het koninkrijk proberen Freddy en de tovenaar te ontsnappen aan de wereld van de goden met hulp van Anthea. Maar net als ze de deur bereiken, arriveert Hespera met de appel. De tovenaar stelt voor dat ze het stelen omdat het de potentie heeft om de wereld te vernietigen. Terwijl ze het proberen te stelen, valt Freddy, terwijl de zussen toekijken, maar wordt gered door Billy.
Billy, Freddy, de tovenaar en de rest van de familie onthullen aan hun ouders dat ze superhelden zijn als een draak op het punt staat hun huis te vernietigen. Kalypso achtervolgt hen voor de appel, waarbij iedereen behalve Billy en Mary hun krachten verliest. Mary gooit de appel, maar verliest haar kracht en valt. Billy redt haar, terwijl Kalypso de appel pakt. Hij verwondt Hespera en plant de appel in een veld waardoor de levensboom groeit en verschillende monsters vrijlaat die de bewoners aanvallen. De familie rijdt een parkeerplaats op om de chaos te bekijken. Billy voelt zich wanhopig en vraagt de tovenaar om zijn krachten terug te nemen. Ze vertelt Billy dat ze hem heeft gekozen vanwege zijn egoïsme en hoeveel hij om zijn gezin geeft, wetende dat het een zelfmoordmissie zou kunnen zijn.
Billy vecht tegen Kalypso en haar draak en vernietigt ze nadat hij de staaf heeft gebroken, waardoor hij dodelijk gewond raakt. Anthea neemt de familie mee naar haar koninkrijk voor zijn begrafenis. Wonder Woman verschijnt plotseling en maakt de staf en wekt Billy ermee op. De familie repareert het huis, waarbij Mago en Anthea in hun eigen wereld leven.
In een scène halverwege de aftiteling ontmoeten Emilia Harcourt en John Economos, die Shazam namens Amanda Waller proberen te rekruteren om lid te worden van de Justice Society. In een scène na de aftiteling wordt onthuld dat Thaddeus Sivana nog steeds in de gevangenis zit en Mister Mind opnieuw ontmoet.

## Rolverdeling
| Acteur                         | Personage                       |
| ------------------------------ | ------------------------------- |
| Asher Angel                    | William "Billy" Batson / Shazam |
| Zachary Levi                   | William "Billy" Batson / Shazam |
| Jack Dylan Grazer              | Frederick "Freddy" Freeman      |
| Adam Brody                     | Frederick "Freddy" Freeman      |
| Rachel Zegler                  | Anthea / Anne                   |
| Grace Caroline Currey          | Mary Bromfield                  |
| Ian Chen                       | Eugene Choi                     |
| Ross Butler                    | Eugene Choi                     |
| Jovan Armand                   | Pedro Peña                      |
| D.J. Cotrona                   | Pedro Peña                      |
| Faithe Herman                  | Darla Dudley                    |
| Meagan Good                    | Darla Dudley                    |
| Lucy Liu                       | Kalypso                         |
| Djimon Hounsou                 | The Wizard                      |
| Helen Mirren                   | Hespera                         |
| Marta Milans                   | Rosa Vásquez                    |
| Cooper Andrews                 | Victor Vásquez                  |
| Rizwan Manji                   | Docent                          |
| Diedrich Bader                 | Mr. Geckle                      |
| P.J. Byrne                     | Dr. Dario Bava                  |
| David Lengel                   | Museum Bewaker                  |
| Lotta Losten                   | Verpleegster in Auto            |
| Natalia Safran                 | Bestuurder met Kittens          |
| Milli M.                       | Brug Verslaggever               |
| Carson MacCormac               | Brett Breyer                    |
| Evan Marsh                     | Burke Breyer                    |
| Wolf Blitzer                   | Nieuwsverslaggever              |
| Michael Gray                   | Man op Straat                   |
| Gal Gadot                      | Diana Prince / Wonder Woman     |
| Scène halverwege de aftiteling |                                 |
| Jennifer Holland               | Emilia Harcourt                 |
| Steve Agee                     | John Economos                   |
| Scène na de aftiteling         |                                 |
| Mark Strong                    | Dr. Thaddeus Sivana             |
| David F. Sandberg              | Mister Mind (stem)              |

## Productie
De productie van de film liep vertraging op vanaf de eerste start medio 2020 vanwege de COVID-19-pandemie. De opnames begonnen op 26 mei 2021 in Atlanta, Georgia. In juni 2021 onthulde Sandberg dat Grace Caroline Currey ook de volwassen superheldenvorm van Mary in de film speelde, ter vervanging van Michelle Borth, met Currey's haar en make-up aangepast voor de superheldenversie. Het filmen eindigde op 31 augustus 2021.

## Muziek
In juni 2022 onthulde Sandberg dat Benjamin Wallfisch niet in staat was om terug te keren als componist van de eerste film vanwege planningsconflicten, waarbij Christophe Beck hem verving voor het vervolg en tegen die tijd al aan het werk was. Een single met de titel "Shazam! Fury of the Gods (Main Title Theme)" werd op 23 februari 2023 als digitale single uitgebracht door WaterTower Music en het soundtrackalbum werd uitgebracht op 10 maart 2023.

## Release
De film ging in première op 14 maart 2023 in de Fox Village Theatre in Westwood (Los Angeles) en werd op 17 maart 2023 uitgebracht door Warner Bros. Pictures in de Verenigde Staten.

## Ontvangst
Op Rotten Tomatoes heeft Shazam! Fury of the Gods een waarde van 53% en een gemiddelde score van 5,8/10, gebaseerd op 175 recensies. Op Metacritic heeft de film een gemiddelde score van 47/100, gebaseerd op 46 recensies.